# Sabin Carr
Sabin William Carr, né le 4 septembre 1904 à Dubuque (Iowa) et mort le 12 septembre 1983 à Santa Barbara (Californie), est un athlète américain, spécialiste du saut à la perche.
Il remporte la médaille d'or lors des Jeux d'Amsterdam en 1928.